# Amtsgericht Höchst im Odenwald
Das Amtsgericht Höchst im Odenwald war ein  hessisches Amtsgericht mit Sitz in Höchst im Odenwald, das von 1879 bis 1968 (als „Zweigstelle“ bis 1977) bestand.

## Bezirk
| Gemeinde           | Herkunft           | Zugang | Abgang | Nach                                 |
| ------------------ | ------------------ | ------ | ------ | ------------------------------------ |
| Affhöllerbach      | Landgericht Höchst | 1879   | 1904   | Amtsgericht Reichelsheim im Odenwald |
| Annelsbach         | Landgericht Höchst | 1879   | 1968   | Amtsgericht Michelstadt              |
| Birkert            | Landgericht Höchst | 1879   | 1968   | Amtsgericht Michelstadt              |
| Böllstein          | Landgericht Höchst | 1879   | 1968   | Amtsgericht Michelstadt              |
| Breitenbrunn       | Landgericht Höchst | 1879   | 1968   | Amtsgericht Michelstadt              |
| Dusenbach          | Landgericht Höchst | 1879   | 1968   | Amtsgericht Michelstadt              |
| Etzen-Gesäß        | Landgericht Höchst | 1879   | 1968   | Amtsgericht Michelstadt              |
| Forstel            | Landgericht Höchst | 1879   | 1968   | Amtsgericht Michelstadt              |
| Fürstengrund       | Landgericht Höchst | 1879   | 1968   | Amtsgericht Michelstadt              |
| Gumpersberg        | Landgericht Höchst | 1879   | 1968   | Amtsgericht Michelstadt              |
| Haingrund          | Landgericht Höchst | 1879   | 1968   | Amtsgericht Michelstadt              |
| Hainstadt          | Landgericht Höchst | 1879   | 1968   | Amtsgericht Michelstadt              |
| Hassenroth         | Landgericht Höchst | 1879   | 1968   | Amtsgericht Michelstadt              |
| Hembach            | Landgericht Höchst | 1879   | 1968   | Amtsgericht Michelstadt              |
| Hetschbach         | Landgericht Höchst | 1879   | 1968   | Amtsgericht Michelstadt              |
| Höchst             | Landgericht Höchst | 1879   | 1968   | Amtsgericht Michelstadt              |
| Höllerbach         | Landgericht Höchst | 1879   | 1957   | Amtsgericht Reichelsheim im Odenwald |
| Hummetroth         | Landgericht Höchst | 1879   | 1968   | Amtsgericht Michelstadt              |
| Kimbach            | Landgericht Höchst | 1879   | 1968   | Amtsgericht Michelstadt              |
| Kirchbrombach      | Landgericht Höchst | 1879   | 1968   | Amtsgericht Michelstadt              |
| König              | Landgericht Höchst | 1879   | 1968   | Amtsgericht Michelstadt              |
| Langenbrombach     | Landgericht Höchst | 1879   | 1968   | Amtsgericht Michelstadt              |
| Lützel-Wiebelsbach | Landgericht Höchst | 1879   | 1968   | Amtsgericht Michelstadt              |
| Mittel-Kinzig      | Landgericht Höchst | 1879   | 1968   | Amtsgericht Michelstadt              |
| Mühlhausen         | Landgericht Höchst | 1879   | 1968   | Amtsgericht Michelstadt              |
| Mümling-Grumbach   | Landgericht Höchst | 1879   | 1968   | Amtsgericht Michelstadt              |
| Neustadt           | Landgericht Höchst | 1879   | 1968   | Amtsgericht Michelstadt              |
| Nieder-Kinzig      | Landgericht Höchst | 1879   | 1968   | Amtsgericht Michelstadt              |
| Ober-Kinzig        | Landgericht Höchst | 1879   | 1968   | Amtsgericht Michelstadt              |
| Ober-Nauses        | Landgericht Höchst | 1879   | 1968   | Amtsgericht Dieburg                  |
| Pfirschbach        | Landgericht Höchst | 1879   | 1968   | Amtsgericht Michelstadt              |
| Rai-Breitenbach    | Landgericht Höchst | 1879   | 1968   | Amtsgericht Michelstadt              |
| Rimhorn            | Landgericht Höchst | 1879   | 1968   | Amtsgericht Michelstadt              |
| Sandbach           | Landgericht Höchst | 1879   | 1968   | Amtsgericht Michelstadt              |
| Seckmauern         | Landgericht Höchst | 1879   | 1968   | Amtsgericht Michelstadt              |
| Vielbrunn          | Landgericht Höchst | 1879   | 1968   | Amtsgericht Michelstadt              |
| Wald-Amorbach      | Landgericht Höchst | 1879   | 1968   | Amtsgericht Michelstadt              |
| Wallbach           | Landgericht Höchst | 1879   | 1957   | Amtsgericht Reichelsheim im Odenwald |

## Geschichte

### Gründung
Mit dem Gerichtsverfassungsgesetz von 1877 wurden Organisation und Bezeichnungen der Gerichte reichsweit vereinheitlicht. Zum 1. Oktober 1879 hob das Großherzogtum Hessen deshalb die Landgerichte auf, die bis dahin in den rechtsrheinischen Provinzen des Großherzogtums die Gerichte erster Instanz gewesen waren. Funktional ersetzt wurden sie durch Amtsgerichte. So ersetzte das Amtsgericht Höchst das Landgericht Höchst. „Landgerichte“ nannten sich nun die den Amtsgerichten direkt übergeordneten Obergerichte. Das Amtsgericht Höchst wurde dem Bezirk des Landgerichts Darmstadt zugeordnet.

### Weitere Entwicklung
Mit Wirkung vom 1. Juli 1904 wurde das Dorf Affhöllerbach einschließlich der Weiler Stierbach und Kilsbach vom Amtsgerichtsbezirk Höchst im Odenwald abgetrennt und dem Bezirk des neu errichteten Amtsgericht Reichelsheim im Odenwald zugeteilt. Ebenso dem Amtsgericht Reichelsheim i. O. zugeteilt wurden am 1. Juli 1957 die Dörfer Höllerbach und Wallbach.

### Ende
Das Ende kam in zwei Schritten:
Zum 1. Juli 1968 wurde das Amtsgericht Höchst im Odenwald aufgehoben und die Gemeinde Ober-Nauses dem Amtsgericht Dieburg zugeteilt. Die restlichen Gemeinden des alten Amtsgerichtsbezirks bildeten nun den Bezirk der „Zweigstelle Höchst im Odenwald“ des Amtsgerichts Michelstadt.
Die Zweigstelle wurde dann zum 1. Januar 1977 aufgelöst.

## Gerichtsgebäude

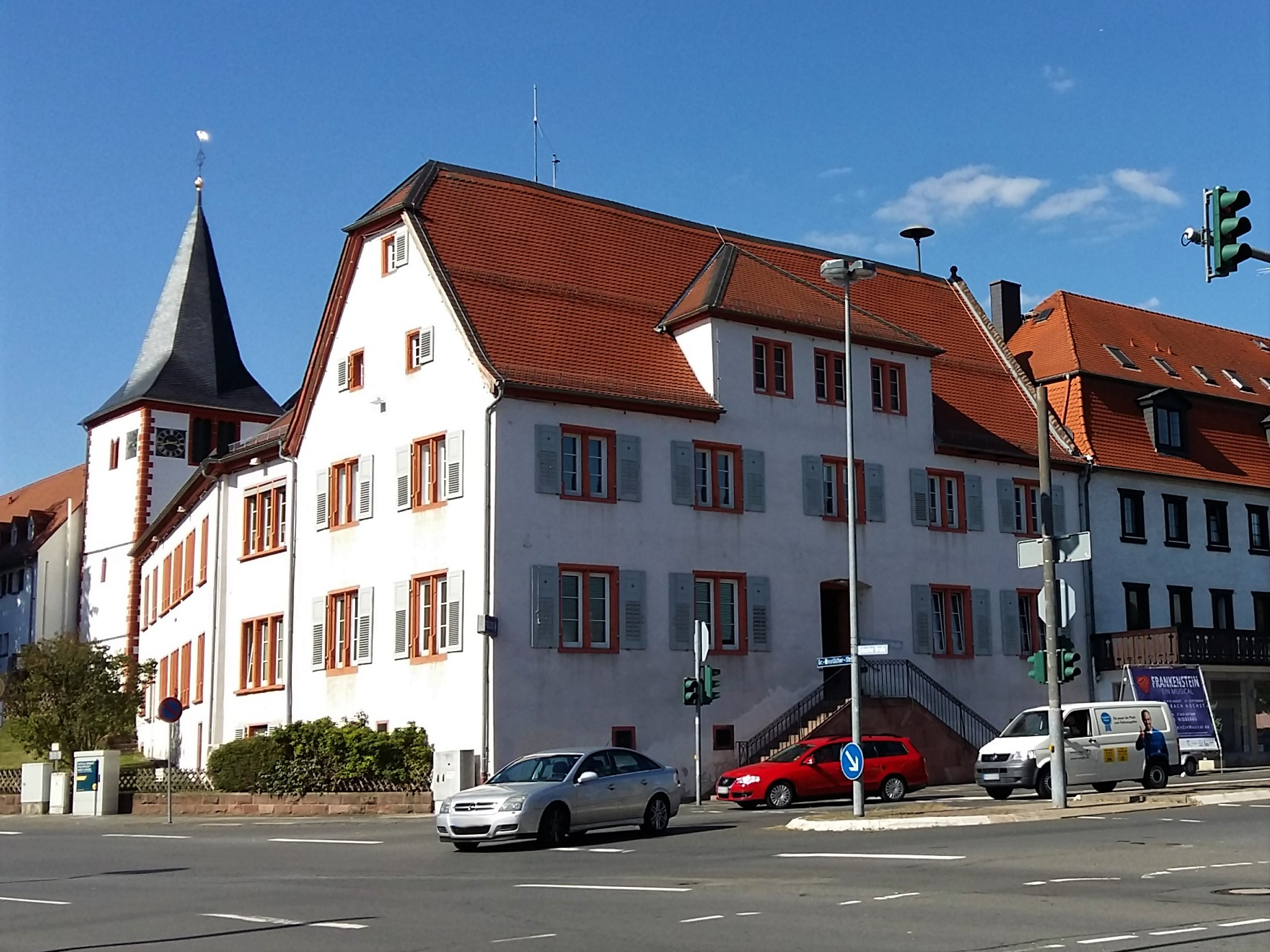
Altes Gerichtsgebäude (2018)

Das Amtsgericht befand sich in einem zweigeschossigen Steinbau aus dem 16. Jahrhundert an der Aschaffenburger Straße 2. Das ansehnliche Renaissancebauwerk war ursprünglich als Zenthaus errichtet worden und diente zuvor dem Landgericht Höchst als Dienstsitz. Heute ist hier eine Polizeidienststelle untergebracht.